# Had Gadia
Had Gadia (judéo-araméen : חַד גַדְיָא Ḥad Gad'ya, « un agneau ») est une chanson à récapitulation, composée dans un mélange d’araméen et d’hébreu et chantée vers la fin du séder de Pessa'h. 
En 1976, Angelo Branduardi a repris cette chanson en français sous le titre À la foire de l'est.

## Symbolisme de Had Gadya
Cette chanson véhicule un puissant symbolisme qui a fait couler beaucoup d'encre. Une explication courante est que Had gadia montre les différentes nations ayant habité la terre d'Israël, le chevreau représentant le peuple juif, le chat étant l'Assyrie, le chien Babylone, le bâton la Perse, le feu la Macédoine, l'eau Rome, le bœuf les Sarrasins, le chohet les Croisés, l'ange de la mort les Turcs, l'histoire se concluant par le retour des Juifs en Israël grâce à YHWH.

## Texte
|             | Français Un agneau                                                | Translittération Ḥad Gad'ya                                   | Araméen חַד גַּדְיָא                      |
| ----------- | ----------------------------------------------------------------- | ------------------------------------------------------------- | ------------------------------------ |
| Couplet 1:  |                                                                   |                                                               |                                      |
| 1           | Un agneau, un agneau: Que mon père avait acheté pour deux sous.   | Ḥad Gad'ya, Ḥad Gad'ya, dizabbin abba bitrē zouzē.            | חַד גַּדְיָא, חַד גַּדְיָא דְּזַבִּין אַבָּא בִּתְרֵי זוּזֵי |
| Couplet 2:  |                                                                   |                                                               |                                      |
| 2           | Et le chat arrive et mange l'agneau,                              | va-ata chounra vé-akhla lé-gad'ya                             | וַאָתָא שׁוּנְרָא, וְאָכְלָה לְגַּדְיָא              |
| 3           | Que mon père avait acheté pour deux sous.                         | dizabbin abba bitrē zouzē.                                    | דְּזַבִּין אַבָּא בִּתְרֵי זוּזֵי                  |
| Couplet 3:  |                                                                   |                                                               |                                      |
| 4           | Un agneau, un agneau: Que mon père avait acheté pour deux sous.   | Ḥad Gad'ya, Ḥad Gad'ya, dizabbin abba bitrē zouzē.            | חַד גַּדְיָא, חַד גַּדְיָא דְּזַבִּין אַבָּא בִּתְרֵי זוּזֵי |
| 5           | Et le chien arrive et mord le chat qui a mangé l'agneau,          | Va-ata kalba vé-nachakh lé-chounra, dé-akhla lé-gad'ya        | וַאָתָא כַלְבָּא ,וְנָשַׁךְ לְשׁוּנְרָא, דְּאָכְלָה לְגַּדְיָא  |
| 6           | Que mon père avait acheté pour deux sous.                         | dizabbin abba bitrē zouzē.                                    | דְּזַבִּין אַבָּא בִּתְרֵי זוּזֵי                  |
| Couplet 4:  |                                                                   |                                                               |                                      |
| 7           | Un agneau, un agneau: Que mon père avait acheté pour deux sous.   | Ḥad Gad'ya, Ḥad Gad'ya, dizabbin abba bitrē zouzē.            | חַד גַּדְיָא, חַד גַּדְיָא דְּזַבִּין אַבָּא בִּתְרֵי זוּזֵי |
| 8           | Et le bâton arrive et frappe le chien                             | Va-ata ḥouṭra, vé-hikka lé-khalba                             | וַאָתָא חוּטְרָא, וְהִכָּה לְכַלְבָּא               |
| 9           | qui avait mordu le chat, qui avait mangé l'agneau,                | dé-nachakh lé-chounra, dé-akhla lé-gad'ya                     | דְּנָשַׁךְ לְשׁוּנְרָא, דְּאָכְלָה לְגַּדְיָא             |
| 10          | Que mon père avait acheté pour deux sous.                         | dizabbin abba bitrē zouzē.                                    | דְּזַבִּין אַבָּא בִּתְרֵי זוּזֵי                  |
| Couplet 5:  |                                                                   |                                                               |                                      |
| 11          | Un agneau, un agneau: Que mon père avait acheté pour deux sous.   | Ḥad Gad'ya, Ḥad Gad'ya, dizabbin abba bitrē zouzē.            | חַד גַּדְיָא, חַד גַּדְיָא דְּזַבִּין אַבָּא בִּתְרֵי זוּזֵי |
| 12          | Et le feu arrive et brûle le bâton.                               | Va-ata noura, v&-saraf lé-ḥouṭra                              | וַאָתָא נוּרָא, וְשָׂרַף לְחוּטְרָא               |
| 13          | qui a frappé le chien, qui a mordu le chat, qui a mangé l'agneau, | dé-hikka lé-khalba, dé-nachakh lé-chounra, dé-akhla lé-gad'ya | דְּהִכָּה לְכַלְבָּא ,דְּנָשַׁךְ לְשׁוּנְרָא, דְּאָכְלָה לְגַּדְיָא |
| 14          | Que mon père avait acheté pour deux sous.                         | dizabbin abba bitrē zouzē.                                    | דְּזַבִּין אַבָּא בִּתְרֵי זוּזֵי                  |
| Couplet 6:  |                                                                   |                                                               |                                      |
| 15          | Un agneau, un agneau: Que mon père avait acheté pour deux sous.   | Ḥad Gad'ya, Ḥad Gad'ya, dizabbin abba bitrē zouzē.            | חַד גַּדְיָא, חַד גַּדְיָא דְּזַבִּין אַבָּא בִּתְרֵי זוּזֵי |
| 16          | Et l'eau arrive et éteint le feu,                                 | Va-ata maya, vé-khaba lé-noura                                | וַאָתָא מַיָּא, וְכָבָה לְנוּרָא                 |
| 17          | qui a brûlé le bâton, qui a frappé le chien,                      | dé-saraf lé-ḥouṭra, dé-hikka lé-khalba                        | דְּשָׂרַף לְחוּטְרָא ,דְּהִכָּה לְכַלְבָּא              |
| 18          | qui a mordu le chat qui a mangé l'agneau,                         | dé-nachakh lé-chounra, dé-akhla lé-gad'ya                     | דְּנָשַׁךְ לְשׁוּנְרָא, דְּאָכְלָה לְגַּדְיָא             |
| 19          | Que mon père avait acheté pour deux sous.                         | dizabbin abba bitrē zouzē.                                    | דְּזַבִּין אַבָּא בִּתְרֵי זוּזֵי                  |
| Couplet 7:  |                                                                   |                                                               |                                      |
| 20          | Un agneau, un agneau: Que mon père avait acheté pour deux sous.   | Ḥad Gad'ya, Ḥad Gad'ya, dizabbin abba bitrē zouzē.            | חַד גַּדְיָא, חַד גַּדְיָא דְּזַבִּין אַבָּא בִּתְרֵי זוּזֵי |
| 21          | Et le bœuf arrive et boit l'eau,                                  | Va-ata tora, vé-chata lé-maya                                 | וַאָתָא תוֹרָא, וְשָׁתָה לְמַיָּא                 |
| 22          | qui a éteint le feu, qui a brûlé le bâton,                        | dé-khaba lé-noura, dé-saraf lé-ḥouṭra                         | {דְּכָבָה לְנוּרָא ,דְּשָׂרַף לְחוּטְרָא             |
| 23          | qui a frappé le chien, qui a mordu le chat, qui a mangé l'agneau, | dé-hikka lé-khalba, dé-nachakh lé-chounra, dé-akhla lé-gad'ya | דהִכָּה לְכַלְבָּא, דְּנָשַׁךְ לְשׁוּנְרָא, דְּאָכְלָה לְגַּדְיָא |
| 24          | Que mon père avait acheté pour deux zouzim.                       | dizabbin abba bitrē zouzē.                                    | דְּזַבִּין אַבָּא בִּתְרֵי זוּזֵי                  |
| Couplet 8:  |                                                                   |                                                               |                                      |
| 25          | Un agneau, un agneau: Que mon père avait acheté pour deux sous.   | Ḥad Gad'ya, Ḥad Gad'ya, dizabbin abba bitrē zouzē.            | חַד גַּדְיָא, חַד גַּדְיָא דְּזַבִּין אַבָּא בִּתְרֵי זוּזֵי |
| 26          | Et le chohet arrive et égorge le bœuf,                            | Va-ata ha-choḥet, vé-chaḥat lé-tora                           | וַאָתָא הַשּׁוֹחֵט, וְשָׁחַט לְתוֹרָא               |
| 24          | qui a bu l'eau, qui a éteint le feu                               | dé-chata lé-maya, dé-khaba lé-noura                           | דְּשָׁתָה לְמַיָּא ,דְּכָבָה לְנוּרָא                |
| 25          | qui a brûlé le bâton qui a frappé le chien                        | dé-saraf lé-ḥouṭra, dé-hikka lé-khalba                        | דְּשָׂרַף לְחוּטְרָא, דְּהִכָּה לְכַלְבָּא              |
| 26          | qui a mordu le chat, qui a mangé l'agneau                         | dé-nachakh lé-chounra, dé-akhla lé-gad'ya                     | דְּנָשַׁךְ לְשׁוּנְרָא, דְּאָכְלָה לְגַּדְיָא             |
| 27          | Que mon père avait acheté pour deux sous.                         | dizabbin abba bitrē zouzē.                                    | דְּזַבִּין אַבָּא בִּתְרֵי זוּזֵי                  |
| Couplet 9:  |                                                                   |                                                               |                                      |
| 28          | Un agneau, un agneau: Que mon père avait acheté pour deux sous.   | Ḥad Gad'ya, Ḥad Gad'ya, dizabbin abba bitrē zouzē.            | חַד גַּדְיָא, חַד גַּדְיָא דְּזַבִּין אַבָּא בִּתְרֵי זוּזֵי |
| 29          | Et l'ange de la mort arrive et tue le chohet                      | Va-ata mal'akh hammavet, vé-chaḥat lé-choḥet                  | וַאָתָא מַלְאַךְ הַמָּוֶת, וְשָׁחַט לְשׁוֹחֵט           |
| 30          | qui a égorgé le bœuf, qui a bu l'eau                              | dé-chaḥat lé-tora, dé-chata lé-maya                           | דְּשָׁחַט לְתוֹרָא,דְּשָׁתָה לְמַיָּא                 |
| 31          | qui a éteint le feu, qui a brûlé le bâton,                        | dé-khaba lé-maya, dé-saraf lé-houṭra                          | דְּכָבָה לְנוּרָא, דְּשָׂרַף לְחוּטְרָא              |
| 32          | qui a frappé le chien, qui a mordu le chat, qui a mangé l'agneau, | dé hikka lé-khalba, dé-nachakh lé-chounra, dé-akhla lé-gad'ya | דְּהִכָּה לְכַלְבָּא, דְּנָשַׁךְ לְשׁוּנְרָא, דְּאָכְלָה לְגַּדְיָא |
| 33          | Que mon père avait acheté pour deux sous.                         | dizabbin abba bitrē zouzē.                                    | דְּזַבִּין אַבָּא בִּתְרֵי זוּזֵי                  |
| Couplet 10: |                                                                   |                                                               |                                      |
| 34          | Un agneau, un agneau: Que mon père avait acheté pour deux sous.   | Ḥad Gad'ya, Ḥad Gad'ya, dizabbin abba bitrē zouzē.            | חַד גַּדְיָא, חַד גַּדְיָא דְּזַבִּין אַבָּא בִּתְרֵי זוּזֵי |
| 35          | Et arrive le Saint Béni soit-Il,                                  | Va-ata Haqqadoch Baroukh Hou                                  | וַאָתָא הַקָּדוֹשׁ בָּרוּךְ הוּא                  |
| 36          | et fait mourir l'ange de la mort, qui a saigné le chohet          | vé-chaḥat lé-mal'akh hammavet, dé-chaḥat lé-choḥet            | וְשָׁחַט לְמַלְאַךְ הַמָּוֶת ,דְּשָׁחַט לְשׁוֹחֵט          |
| 37          | qui a égorgé le bœuf, qui a bu l'eau                              | dé-chaḥat lé-tora, dé-chata lé-maya                           | דְּשָׁחַט לְתוֹרָא, דְּשָׁתָה לְמַיָּא                |
| 38          | qui a éteint le feu, qui a brûlé le bâton,                        | dé-khaba lé-noura, dé-saraf lé-ḥouṭra                         | דְּכָבָה לְנוּרָא, דְּשָׂרַף לְחוּטְרָא              |
| 39          | qui a frappé le chien, qui a mordu le chat, qui a mangé l'agneau, | dé-hikka lé-khalba, dé-nachakh lé-chounra, dé-akhla lé-gad'ya | דְּהִכָּה לְכַלְבָּא ,דְּנָשַׁךְ לְשׁוּנְרָא, דְּאָכְלָה לְגַּדְיָא |
| 40          | Que mon père avait acheté pour deux sous.                         | dizabbin abba bitrē zouzē.                                    | דְּזַבִּין אַבָּא בִּתְרֵי זוּזֵי                  |
| Couplet 11: |                                                                   |                                                               |                                      |
| 41          | Un agneau, un agneau: Que mon père avait acheté pour deux sous.   | Ḥad Gad'ya, Ḥad Gad'ya, dizabbin abba bitrē zouzē.            | חַד גַּדְיָא, חַד גַּדְיָא דְּזַבִּין אַבָּא בִּתְרֵי זוּזֵי |